# Gérard Simond
Pour les articles homonymes, voir Simond.
Gérard André Simond (né le 11 mai 1904 à Chamonix, mort le 2 janvier 1995 à Sallanches) est un joueur professionnel français de hockey sur glace.

## Carrière
Gérard Simond fait sa carrière de 1924 à 1939 au Chamonix Hockey Club avec qui il est champion de France à trois reprises : 1925, 1930, 1931.
Au cours de la saison 1926-1927, il joue pour le Berlin SC lors du match contre le Tegeler EV ; mais comme l'emploi d'étrangers est interdit, le match est compté comme perdu pour le Berlin SC.
Gérard Simond participe avec l'équipe de France aux Jeux olympiques de 1928 à Saint-Moritz, après avoir été remplaçant en 1924. Il participe également aux championnats du monde 1930, 1931 et 1934 ainsi qu'au championnat d'Europe 1932.
Il se consacre aussi à d'autres sports d'hiver comme le patinage de vitesse ou le ski joëring.
En 1940, il est combattant dans un escadron motorisé lors des combats de Sedan ; il narrera cette période de sa vie dans un ouvrage :  Décrochages: Sedan, 10 mai ; Saint-Valéry-en-Caux, 12 juin 1940, préface de Roger Frison-Roche, Annecy : chez Gardet imprimeur, 1975, 207 pp. & 4 cartes dépliables.
Par ailleurs, Simond est hôtelier, dirigeant l'Hôtel Carlton à Chamonix.